# 最近、妹のようすがちょっとおかしいんだが。
『最近、妹のようすがちょっとおかしいんだが。』（さいきん いもうとのようすがちょっとおかしいんだが）は、松沢まりによる日本の漫画作品。『月刊ドラゴンエイジ』（KADOKAWA 富士見書房）にて、2010年12月号から2016年6月号にかけて連載された。略称は「妹ちょ。」。2014年1月より3月までテレビアニメが放送された。

## 登場人物

### 主要メンバー
神前 美月（かんざき みつき）
声 - 橋本ちなみ
本作の主人公。美桜高校1年A組。12月21日生まれ。身長156cm、3サイズB76(B)W55H78。旧姓は「明坂」。
幼さが滲む顔立ちと黒髪ロングの姫カットが特徴。貧乳が悩み。普段は誰に対しても礼儀正しく、心根の優しい性格。
母親の再婚当初、「自分だけの母親が取られた」と引け目を感じ、夕哉に反抗的な態度を取っていた。しかし、時間と共に打ち解けていったが、その矢先に某歩道橋で寿日和と出会い、彼女が成仏する手伝いをさせられることになる。
ファンシーグッズが大好きであり、部屋には大量のぬいぐるみが置かれている。運動神経が少々鈍く、勉強においては数学が苦手。
股間にTSTを取り付けられたため自由なタイミングで排尿できなくなっており、当初はすっきりできないストレスに苦しんだり夕哉の目の前でトイレに行くのが間に合わないという事態に陥るなど日常生活が一変してしまう。（TSTを目撃した周囲からは「悩み多き年頃であるが故の自己主張の一環」として生暖かく受け入れられている。）
実は義兄の夕哉とは幼少期から知り合いであったが、日和に関連する事情により記憶が欠落していた。
寿 日和（ことぶき ひより）
声 - 小倉唯
本作のキーパーソン。身長160cm、3サイズB88(E)W60H83。
歩道橋の近くで交通事故に遭い、失意のまま逝去した浮遊霊。ウェーブのかかったショートボブが特徴。背中に羽を模した服を愛用している。
生前の記憶については、夕哉のことが好きだった以外は基本的に覚えていないはずだが、雪那の幼少期を知っていたりするなど、記憶に関する矛盾点がしばしば見受けられる。
当初は夕哉に対する想いを馳せていたが、中盤からは美月の恋心を後押していく。一方、雪那に対しては強い敵愾心を見せている。
物語終盤、「『寿日和』という名前は、某絵本作家の本名」「実は死霊でなく生霊」「本名が『子瑞希』」であることが、次々に判明していく。
神前 夕哉（かんざき ゆうや）
声 - 間島淳司（幼少時代 - Lynn）
美月の義兄。美桜高校2年生。身長178cm。
長身で整った顔立ちをしており、真面目で心優しい性格。その反面、若干天然で子供っぽい言動が目立つ。父子家庭が長かったため、家事全般が得意。理由は不明だが、日和の姿を視認することができる数少ない人物。
父親の再婚に戸惑いつつも、素直に喜びを覚えていた。しかし、当初は接し方や距離感が把握できず、美月と衝突ばかりしていたが、次第に軟化していく。そんな中、TSTと邂逅した美月の動向に対し、徐々に不信感を募らせていくことになる。事あるごとにTSTを目撃してしまったうえに、目の前で失禁されるという事態を経た後は雪那の仲裁により「悩み多き年頃であるが故の自己主張の一環」として受け入れている。
恋愛事に関しては呆れるほど鈍感。雪那からアプローチを受けても意に介さないことが多く、「幼馴染のお姉さん」としか思っていない。また、美月に対しても意識する描写は見受けられるものの、やはり恋愛感情は抱いていない。
桐谷 雪那（きりたに ゆきな）
声 - 金元寿子
夕哉の幼馴染。美桜高校3年B組。身長163cm、3サイズB95(G)W63H85。
リボンで結った茶髪のポニーテールと巨乳が特徴。実家が神社のため、生まれつき霊感が強い（日和を気配をたまに感じる程度）。成績優秀の優等生であり、すでに推薦で大学への入試を終えている。
幼少期は男の子と間違われるほどお転婆だったが、自身が転居する際に泣き虫だった夕哉が「男らしくなる」と約束したため、それに見合うようにと女らしくなることを決意した。それ以来ずっと一途に夕哉を想い続けているが、彼にその本心を未だに気づかれていない。
高校生となった現在は気立てもよく家事万能の様相を見せるが、怒った際などにかつての男勝りな性格と口調が飛び出ることもある。幼少期から祖父に習っていた剣道は「女らしくなる」ために自重、最近は竹刀を握ることも少ない。

### 学校関係者
鳥井 正太郎（とりい しょうたろう）
声 - 内匠靖明
夕哉のクラスメイト。夕哉に巨乳のグラビア雑誌を渡したり、「義妹萌え」について熱く語ったりする。実妹の萌亜とはケンカばかりしている。
根子（ねこ）
声 - 佐々木未来
夕哉のクラスメイト。眼鏡をかけている。TSTの審査に関わりがあるような行動を時折起こしている。近所にできた巨大リゾート施設を経営する父の娘らしい。
その正体は、日和の飼っていた子猫の『白ちゃん』である事がコミックス第10巻より判明する。
橘 彩花（たちばな あやか）
声 - 田中真奈美
美月の友人。短髪女の子。
南先生
声 - 橘田いずみ

### 親族
神前 哲哉（かんざき てつや）
声 - 青山穣
夕哉の実父。毅然とした性格。
神前 香子（かんざき きょうこ）
声 - 伊藤美紀
美月の実母。旧姓は「明坂」。心配性な性格。
明坂 七海（あけさか ななみ）
声 - 佐久間紅美
香子の妹、美月の叔母。編集部で働くキャリアウーマン。愛車はK12型系日産・マーチ（前期型）。
鳥井 萌亜（とりい もあ）
声 - 愛美
正太郎の妹。中学2年生。外面はいいが、兄にだけ手厳しい。兄を「おにい」と呼んでいる。
桐谷 豪雪（きりたに ごうせつ）
雪那の祖父。孫同様、霊感が強い。神主の傍ら悪霊ばらいもしている。
雪那とは「ケンカするほど仲がいい」を地でいく仲だが、最近は女らしく振る舞う雪那があまり構ってくれなくなったため、わざとちょっかいをかけることもある。

### その他
島津（しまづ）
声 - 皆川純子
男装執事喫茶に勤めている。
メイちゃん
声 - 豊田萌絵

## 用語
TST
作中のキーアイテム。外観および性能はいわゆる貞操帯。
ハート型のゲージがついており、日和の満足度によってパラメーターが上下する。ゲージの形は日和の願望により変わる。ゲージが満タンになると天の門までの階段に変化するが、逆に日和が嫉妬やストレスを感じると満足度が低下し、一定値まで下がると装着している人間も死んでしまう。
アニメ版では、設定が若干異なる。
時の狭間
作中に登場するもうひとつの世界。天の門までの間にある空間。
ここに階段を積み上げることで、その門をくぐり成仏することが可能となる。TSTのゲージが増えても積める階段の数はランダムである。また、階段が天の門に到達する前に門が開いた場合、次の天の門までの階段を再度積まなければならない。

## 書籍

### 単行本 (発行所：富士見書房)
| 巻数      | 発売日         | ISBN                   | 初出(月刊ドラゴンエイジ) |
| --------- | -------------- | ---------------------- | ------------------------ |
| 1         | 2011年8月9日   | ISBN 978-4-04-712742-5 | 10年12月 - 11年4月       |
| 2         | 2012年1月7日   | ISBN 978-4-04-712774-6 | 11年 5月 - 10月          |
| 3         | 2012年6月9日   | ISBN 978-4-04-712805-7 | 11年11月 - 12年4月       |
| 4         | 2012年12月7日  | ISBN 978-4-04-712843-9 | 12年 5月 - 10月          |
| 5         | 2013年6月8日   | ISBN 978-4-04-712878-1 | 12年11月 - 13年4月       |
| 6*        | 2013年12月25日 | ISBN 978-4-04-712887-3 | 13年 5月 - 10月          |
| 6(通常版) | 2014年1月9日   | ISBN 978-4-04-712995-5 | 同上                     |
| 7(BD限定) | 2014年6月30日  | ISBN 978-4-04-070018-2 | 13年11月 - 14年5月       |
| 7(通常版) | 2014年7月9日   | ISBN 978-4-04-070255-1 | 同上                     |
| 8         | 2015年2月6日   | ISBN 978-4-04-070501-9 |                          |
| 9         | 2015年7月9日   | ISBN 978-4-04-070633-7 |                          |
| 10        | 2016年1月9日   | ISBN 978-4-04-070801-0 |                          |
| 11        | 2016年7月9日   | ISBN 978-4-04-070953-6 |                          |

- 6* D4シリーズ ラバーストラップコレクション3種セット付き限定版

### ノベライズ
- 富士見ファンタジア文庫より刊行。著者はみかづき紅月。

| タイトル                   | 発売日        | ISBN                   |
| -------------------------- | ------------- | ---------------------- |
| いや、かなりあぶない学園祭 | 2014年1月18日 | ISBN 978-4-04-070012-0 |

## テレビアニメ
| 原作                       | 松沢まり（株式会社KADOKAWA 富士見書房刊）     |
| 監督                       | 畑博之                                        |
| シリーズ構成・シナリオ     | 倉田英之                                      |
| キャラクターデザイン       | 鈴木大                                        |
| プロップデザイン           | 中川洋未                                      |
| 色彩設計                   | 鈴木ようこ                                    |
| 美術監督                   | 田辺浩子                                      |
| CGラインディレクター       | 濱村敏郎                                      |
| 撮影監督                   | 廣岡岳                                        |
| 編集                       | 坪根健太郎                                    |
| 音響監督                   | 本山哲                                        |
| 音楽                       | 中西亮輔                                      |
| プロデューサー             | 中村誠、田中信作、臼井久人 文宣恵、岩下由希恵 |
| 制作プロデューサー         | 糀谷智司                                      |
| アニメーションプロデュース | 里見哲朗                                      |
| アニメーション制作         | project No.9                                  |
| 製作                       | 「妹ちょ。」製作委員会                        |

2014年1月より3月までTOKYO MX、サンテレビなどで放送された。
アニメ化は2012年12月4日に発表された。この時点では媒体など詳細は明らかにされていなかったが、2013年11月9日にはテレビアニメとして2014年1月より放送予定であることやメインキャストが発表された。
放送開始当初、地上波放送は近年のUHFアニメとしては珍しくプライムタイム枠のみとなっていたが、第5話以降は深夜枠での放送へ変更された。これは、中高生が視聴しやすい時間帯の放送であるにもかかわらず、女子高生が自慰行為に耽るなどの性的描写や失禁シーンが放送内容に含まれていたことで、BPOへ苦情が寄せられたためである。2014年2月14日にBPOは当該局であるTOKYO MXおよびサンテレビへ22時台に編成した経緯などの回答を要請し、2局とも「放送前のチェック体制が甘かった」などと回答し、サンテレビは「アニメの持ち込み基準を早急に策定する」と回答した。同年3月10日にBPOは2局に対して放送時間などについて改めて配慮するよう求めた。
TOKYO MXでは放送時間変更のテロップが変更前の放映に入らなかった。
ネット配信では視聴年齢制限は設けられていないものの、「本作品には性的行為のように見える描写が含まれておりますが、権利者の意向によりTV放送と同内容を配信致します。ご了承下さい。」と警告されている。
2014年6月発売の原作第7巻は、テレビ未放送の第13話を収録したBD付き限定版も発売された。

### 主題歌
オープニングテーマ「BINKAN♡あてんしょん」
作詞 - こだまさおり / 作曲・編曲 - 高田暁 / 歌 - 神前美月（橋本ちなみ）、寿日和（小倉唯）、桐谷雪那（金元寿子）
エンディングテーマ「Charming Do!」（第1話 - 第11話、OVA）
作詞 - 磯谷佳江 / 作曲・編曲 - 奥井康介 / 歌 - 小倉唯
OVAのみSEが追加された。

### 各話リスト
予告は毎回1人が全キャラを演じている。
| 話数           | サブタイトル                                   | 絵コンテ                | 演出                    | 作画監督                                     | 総作画監督      | 予告ナレーション |
| -------------- | ---------------------------------------------- | ----------------------- | ----------------------- | -------------------------------------------- | --------------- | ---------------- |
| 第1話          | 美月SOS                                        | 畑博之                  | 畑博之                  | 鈴木大、谷口元浩                             | 鈴木大          | 間島淳司         |
| 第2話          | 嵐の中で輝いて                                 | ひいろゆきな            | ひいろゆきな            | 平牧大輔、谷圭司                             | 鈴木大          | 橋本ちなみ       |
| 第3話          | たわわな果実                                   | 久米一成                | 松村やすひろ            | 宮田瑠美                                     | 谷口元浩        | 青山穣           |
| 第4話          | ハートキャッチ日和ちゃん                       | 畑博之 柴田彰久         | 柴田彰久                | 谷口元浩                                     | 谷口元浩        | 金元寿子         |
| 第5話          | いけないボディ・スナッチャー                   | 平牧大輔                | いわたかずや            | 平牧大輔                                     | 鈴木大          | 伊藤美紀         |
| 第6話          | おお!幽霊人間                                  | 小林敦                  | 小林敦                  | 服部憲知、山口飛鳥                           | 谷口元浩        | 愛美             |
| 第7話          | てさぐり?部活もの                              | 畑博之                  | 保谷武蔵                | 日高真由美、武田薫                           | 鈴木大          | 佐々木未来       |
| 第8話          | 二人きりの水族館                               | 佐々木真哉              | 佐々木真哉 松村やすひろ | 服部憲知、宮田瑠美                           | 谷口元浩        | 内匠靖明         |
| 第9話          | バトルヒーター&料理の鉄人                      | 上原秀明                | 上原秀明                | 手島勇人、鳥山冬美                           | 谷口元浩        | 田中真奈美       |
| 第10話         | 神前美月は静かに暮らしたい                     | 杉山慶一                | おゆなむ                | NAM HYUNSIK PARK INAM KIM BONGDUK            | 鈴木大 谷口元浩 | 小倉唯           |
| 第11話         | ゴースト〜入浴の幻〜                           | ふかざわまなぶ 平牧大輔 | いわたかずや 平牧大輔   | 谷口元浩、中川洋未 櫻井司、鈴木彩乃 小林明美 | 谷口元浩        | オールスター     |
| 第12話         | さよなら日和ちゃん                             | 畑博之                  | 畑博之                  | 武内啓、武田薫 日高真由美、原友樹            | 鈴木大 谷口元浩 | -                |
| 第13話 （OVA） | 萌亜の初恋メモリー? 16年目のハッピークリスマス | 室井ふみえ              | 平牧大輔                | IM CHE DUC、相坂ナオキ                       | 鈴木大 谷口元浩 | -                |

### 放送局
| 放送地域 | 放送局     | 放送期間                | 放送日時                     | 放送系列 | 備考           |
| -------- | ---------- | ----------------------- | ---------------------------- | -------- | -------------- |
| 兵庫県   | サンテレビ | 2014年1月4日 - 1月25日  | 土曜 22:30 - 23:00           | 独立局   | 第1話 - 第4話  |
| 兵庫県   | サンテレビ | 2014年2月2日 - 3月23日  | 日曜 2:00 - 2:30（土曜深夜） | 独立局   | 第5話 - 第12話 |
| 東京都   | TOKYO MX   | 2014年1月4日 - 1月25日  | 土曜 22:30 - 23:00           | 独立局   | 第1話 - 第4話  |
| 東京都   | TOKYO MX   | 2014年2月5日 - 3月26日  | 水曜 1:30 - 2:00（火曜深夜） | 独立局   | 第5話 - 第12話 |
| 日本全域 | AT-X       | 2014年1月5日 - 3月23日  | 日曜 20:30 - 21:00           | CS放送   |                |
| 日本全域 | BS11       | 2014年1月10日 - 3月28日 | 金曜 3:00 - 3:30（木曜深夜） | BS放送   | 『ANIME+』枠   |

| 放送地域 | 放送局             | 放送期間                | 放送日時           | 放送系列   | 備考                             |
| -------- | ------------------ | ----------------------- | ------------------ | ---------- | -------------------------------- |
| 日本全域 | バンダイチャンネル | 2014年1月10日 - 3月28日 | 金曜 12:00 更新    | ネット配信 | 見放題サービス利用者は全話見放題 |
| 日本全域 | dアニメストア      | 2014年1月10日 - 3月28日 | 金曜 12:00 更新    | ネット配信 | 見放題サービス利用者は全話見放題 |
| 日本全域 | ニコニコチャンネル | 2014年1月10日 - 3月28日 | 金曜 12:00 更新    | ネット配信 |                                  |
| 日本全域 | ニコニコ生放送     | 2014年1月10日 - 3月28日 | 金曜 22:00 - 22:30 | ネット配信 |                                  |

### BD / DVD
| 巻 | 発売日        | 収録話          | 規格品番  | 規格品番  |
| 巻 | 発売日        | 収録話          | BD        | DVD       |
| -- | ------------- | --------------- | --------- | --------- |
| 1  | 2014年3月26日 | 第1話 - 第2話   | MFXN-0019 | MFBN-0013 |
| 2  | 2014年4月25日 | 第3話 - 第4話   | MFXN-0020 | MFBN-0014 |
| 3  | 2014年5月28日 | 第5話 - 第6話   | MFXN-0021 | MFBN-0015 |
| 4  | 2014年6月25日 | 第7話 - 第8話   | MFXN-0022 | MFBN-0016 |
| 5  | 2014年7月30日 | 第9話 - 第10話  | MFXN-0023 | MFBN-0017 |
| 6  | 2014年8月27日 | 第11話 - 第12話 | MFXN-0024 | MFBN-0018 |

### ラジオ
『妹ちょ。らじお』のタイトルで、ラジオ大阪にて2014年1月8日から1月29日まで毎週水曜日、2月7日から6月13日まで毎週金曜日に放送された。インターネット配信では、HiBiKi Radio Stationにて2013年12月26日にプレ配信（第0回）、2014年1月9日から1月30日まで毎週木曜日、2月8日から6月14日まで毎週土曜日に配信された。全23回。出演は橋本ちなみ（神前美月 役）と金元寿子（桐谷雪那 役）。
　ゲスト
　・第8・18回(2月27日・5月8日) 小倉唯
　・第16回(4月24日) 愛美
　・第23回(6月12日) 間島淳司

## 映画
2014年5月17日よりR15+指定で公開されたが、BD版（ノーカット版）ではR18+指定（いわゆる18禁）となっている。

### キャスト
- 神前 美月 - 橋本甜歌
- 神前 夕哉 - 小林ユウキチ
- 寿 日和 - 繭
- 桐谷 雪那 - 矢野未夏
- 橘 彩花 - 穐田和恵
- 神前 香子 - 葉山レイコ

### スタッフ（映画）
- 監督 - 青山裕企、伊基公袁
- 脚本 - 港岳彦、伊基公袁
- 音楽 - ハジメタル
- 主題歌 - 橋本甜歌「HOW'S IT GOING?」（作詞・作曲 - 河合祐介） / SPACE SHOWER MUSIC
- エグゼクティブプロデューサー - 井上伸一郎
- 製作 - 安田猛、水口昌彦
- 企画 - 菊池剛
- プロデューサー - 大森氏勝、千綿英久、柴原祐一
- ラインプロデューサー - 本島章雄
- 撮影 - 今井裕二
- 照明 - 大町正路
- 録音 - 高須賀健吾
- 美術 - 山下修侍
- 装飾 - 西渕浩祐
- 特殊造形 - 百武朋
- ヘアメイク - 及川奈緒美
- 編集 - 矢船陽介
- 音響効果 - 松浦大樹
- キャスティング - 楠間由野
- 助監督 - 石井純
- 制作担当 - 佐藤潤
- 製作 - KADOKAWA、ポニーキャニオン
- 製作プロダクション - 角川大映スタジオ
- 制作プロダクション - ダブ
- 配給 - KADOKAWA